# 2014年の日本プロ野球
2014年の日本プロ野球（2014ねんのにほんぷろやきゅう）では、2014年の日本プロ野球（NPB）における動向をまとめる。

## できごと

### 1月
- 1日
  - 新コミッショナーの熊﨑勝彦が同日付で就任[1]
  - 千葉ロッテマリーンズは、2014年シーズンのチームスローガンを『翔破 〜頂点へ、今年こそ。〜』に決定したことを発表[2]
- 5日
  - 前オリックス・バファローズの髙橋秀聡が現役引退を公表[3]
- 6日
  - 阪神タイガースはFAで横浜DeNAベイスターズに移籍した久保康友の人的補償に鶴岡一成を獲得したことを発表[4]
- 7日
  - 埼玉西武ライオンズはFAで千葉ロッテマリーンズへ移籍した涌井秀章の人的補償に中郷大樹、同じく読売ジャイアンツへ移籍した片岡治大の人的補償に脇谷亮太をそれぞれ獲得したことを発表[5]
  - 横浜DeNAベイスターズは、眞下貴之の背番号を47から64に、同じく長田秀一郎を64から56に、関根大気を52から63に変更することと、新入団選手の久保康友の背番号が27、同じく尚成が47、アーロム・バルディリスが52にすることを発表。また佐村・トラヴィス・幹久の登録名を「トラヴィス」とすることも発表[6]
  - 横浜DeNAベイスターズは、2014年シーズンのチームスローガンを『心』に決定したことを発表[7]
  - 北海道日本ハムファイターズは藤岡好明の背番号を22とすることを発表[8]
  - 東北楽天ゴールデンイーグルスは後藤光尊の背番号を4とすることを発表[9]
  - 広島東洋カープは一岡竜司の背番号を30とすることを発表[10]
- 8日
  - 東北楽天ゴールデンイーグルスは、前福岡ソフトバンクホークスのブライアン・ファルケンボーグとの契約合意、背番号は40[11][12]。またトラビス・ブラックリーの背番号を15、同じくケビン・ユーキリスを20とし、長谷部康平の背番号を20から17に変更したことを発表[13]
- 9日
  - 前北海道日本ハムファイターズの二岡智宏が現役引退を表明[14]
- 15日
  - 阪神タイガースは鶴岡一成の背番号を40とし、またこれに伴い高宮和也の背番号を40から36に変更したことをそれぞれ発表[15]
- 17日
  - 野球殿堂博物館が今年度の野球殿堂競技者表彰者として秋山幸二、野茂英雄、佐々木主浩の3名を選出したことを発表[16][17]。野茂は資格1年目で史上最年少（45歳2か月）での殿堂入り[18]。
  - 中日ドラゴンズは、2014年シーズンのチームスローガンを『Start It Again 強竜再燃』に決定したことを発表[19]
- 22日
  - 埼玉西武ライオンズは未成年の相内誠が飲酒、喫煙をしたとして、6か月間の対外試合出場禁止と外出規制の処分を科した。ドラフト指名直後の2012年12月に無免許運転、速度超過で検挙され、前年9月まで保護観察処分を受けていた[20]
- 22日（米時間）
  - ポスティングシステムでのMLB移籍を表明していた楽天の田中将大が、ニューヨーク・ヤンキースと7年総額1億5,500万ドルで契約合意[21]
- 23日
  - 福岡ソフトバンクホークスはブライアン・ラヘアの退団を発表[22]
- 29日
  - オリックス・バファローズは新外国人選手の前MLBミルウォーキー・ブルワーズのユニエスキー・ベタンコートの獲得を発表[23]
- 31日
  - 広島東洋カープは新外国人選手のドミニカのカープアカデミー出身のライネル・ロサリオの獲得を発表[24]

### 3月
- 1日
  - 読売ジャイアンツは育成選手の土田瑞起の支配下登録を発表、背番号は93[25]
- 3日
  - 東北楽天ゴールデンイーグルスはセルジオ・ミトレ、ルーク・ファンミルと育成選手契約を結んだことを発表[26]
- 20日
  - 中日ドラゴンズは前年現役引退した前中日の山﨑武司を21日に行われる対楽天のオープン戦（ナゴヤドーム）で引退試合として出場するため、支配下選手登録した。登録上の背番号は20、試合には大野雄大がつけている22で出場[27][28]
- 21日
  - 中日対楽天のオープン戦（ナゴヤドーム）が「山﨑武司引退試合」として行われ[29]、前年現役引退し、前日この日限定で支配下登録された山﨑武司が出場し、初回一死一、二塁での打席で二ゴロ併殺打に倒れている[30]
- 25日
  - 2012年まで横浜DeNAベイスターズに在籍した、清水直行が現役引退を正式表明し、ニュージーランド野球連盟のゼネラルマネジャー補佐兼代表チーム統括コーチへの就任も発表[31]
  - 東北楽天ゴールデンイーグルスは育成選手の西村弥、ルーク・ファンミルを支配下登録したことを発表、背番号はそれぞれ西村が066から66、ファンミルが146から46へ変更[32]
- 28日
  - セ・リーグ、パ・リーグ公式戦が開幕[33]
  - 東京ヤクルトスワローズの西浦直亨が対DeNA戦（明治神宮野球場）で初回にNPB史上初の開幕戦のプロ入り初打席で初球を本塁打[34]
  - 巨人の坂本勇人が対阪神戦（東京ドーム）で能見篤史からNPB通算100本塁打、史上271人目[35]
  - 日本ハム対オリックス戦（札幌ドーム）は日本ハムが延長12回に6対5でサヨナラ勝利し、敗れたオリックスは2リーグ制以降では史上初の2年連続開幕戦サヨナラ負け[36]
- 31日
  - 北海道日本ハムファイターズの今浪隆博と東京ヤクルトスワローズの増渕竜義の交換トレードが成立[37]

### 4月
- 2日
  - 東北楽天ゴールデンイーグルスの聖澤諒が対オリックス戦（楽天Koboスタジアム宮城）の9回表に坂口智隆の中飛を捕球し、外野手のNPBタイ記録の820連続守備機会無失策[38]
  - 阪神タイガースの新井貴浩が対中日戦（京セラドーム）の6回裏に二塁打を放ち、NPB史上52人目の通算3000塁打[39]
  - 福岡ソフトバンクホークスの寺原隼人が対日本ハム戦（福岡 ヤフオク!ドーム）でNPB史上336人目の通算1000投球回[40]
- 3日
  - 東北楽天ゴールデンイーグルスの聖澤諒が対オリックス戦（コボスタ宮城）の5回表にエステバン・ヘルマンの中飛を捕球し、外野手のNPB新記録の821連続守備機会無失策。この試合では824まで伸ばした[41]
- 4日
  - 広島対DeNA戦（マツダ）は延長11回裏に広島が梵英心の菊地和正からのサヨナラ本塁打で2対1で勝利し、菊地はNPB史上26人目（27度目）の1球敗戦[42]
  - 巨人は対中日戦（ナゴヤドーム）に2対0で勝利し、原辰徳が監督通算800勝[43]
- 8日
  - 中日ドラゴンズの和田一浩が対ヤクルト戦（ナゴヤドーム）で真田裕貴からNPB史上39人目の通算300本塁打。大学卒かつ社会人出身では史上初[44]
  - 福岡ソフトバンクホークスの岡島秀樹が対西武戦（西武ドーム）でNPB通算500試合登板[45]
- 9日
  - 巨人は対広島戦（東京ドーム）に5対1で勝利し、先発のクリス・セドンがNPB史上初の初登板で毎回奪三振15[46]、9回裏二死一、三塁の場面で登板した西村健太朗が堂林翔太に対し初球を二ゴロで抑えて、NPB史上56人目（62度目）の1球セーブ[47]
- 11日
  - 阪神タイガースは育成選手の伊藤和雄の支配下選手登録を発表[48]
  - 中日ドラゴンズの森野将彦が対広島戦（マツダ）でNPB史上181人目の通算1500試合出場[49]
- 12日
  - 東北楽天ゴールデンイーグルスは対ロッテ戦（QVCマリンフィールド）で球団新記録の24安打。試合は17対10で勝利[50]
- 15日
  - 千葉ロッテマリーンズの涌井秀章が対西武戦（埼玉県営大宮公園野球場）で史上13人目の全球団勝利。単独リーグ所属での達成は史上初[51]
  - 中日ドラゴンズの和田一浩が対DeNA戦（ナゴヤドーム）で、4回二死満塁から適時左前打で史上41人目のNPB通算1000打点[52]
- 16日
  - 福岡ソフトバンクホークスの寺原隼人が対楽天戦（ヤフオクドーム）で史上14人目の全球団勝利。大阪近鉄バファローズを含む13球団から勝利は史上3人目[53]
- 18日
  - セ・パ両リーグはセ・パ交流戦の10周年記念として、同年の交流戦のセ・リーグ主催試合で指名打者制を採用し、パ・リーグ主催試合で同制度を解除することを発表[54]
- 19日
  - 読売ジャイアンツはキューバ国内リーグ所属のフレデリク・セペダの獲得と、キューバ野球連盟との友好協定締結を発表[55]
- 21日
  - 北海道日本ハムファイターズは新外国人選手のアンソニー・カーターとの契約合意を発表[56]
- 25日 - オリックス・バファローズの金子千尋が対楽天戦（京セラドーム）で枡田慎太郎からNPB史上136人目の通算1000奪三振[57]
- 26日
  - 読売ジャイアンツの大竹寛が対広島戦（MAZDA Zoom-Zoom スタジアム広島）で史上15人目の全球団勝利[58]
- 27日
  - 横浜DeNAベイスターズは育成選手の萬谷康平の支配下選手登録を発表。背番号は112から62へ変更[59]
  - 広島東洋カープは対巨人戦（マツダ）で延長11回、ブラッド・エルドレッドのサヨナラ本塁打で、NPB史上初の月間3本目の延長戦でサヨナラ本塁打による勝利[60]
- 29日
  - 阪神タイガースの福留孝介が対広島戦（阪神甲子園球場）でブライアン・バリントンからNPB通算200本塁打[61]
  - 読売ジャイアンツの鈴木尚広が対ヤクルト戦（東京ドーム）で代走で出場した9回に二盗に成功し、NPB通算200盗塁[62]
  - この年、これまで規定より飛びやすくなっていた統一球について、この日から規定に適合した球に一斉に切り替えられた[63]
- 30日
  - 埼玉西武ライオンズは新外国人選手のエルネスト・メヒアの入団を発表[64]

### 5月
- 2日
  - 埼玉西武ライオンズの岸孝之が対ロッテ戦（QVC）で1四球8奪三振の内容で、NPB史上78人目、89度目のノーヒットノーラン達成。スコアは2対0[65]。出した走者は四球による1人だけの準完全試合だった[66]。
  - 西武の武山真吾が金銭トレードで中日へ移籍、背番号は49[67]
- 3日
  - ヤクルト対阪神戦（神宮）は5対2でヤクルトが勝利し、8回表二死一塁の場面で登板した久古健太郎が2ボール2ストライクから、飛び出した一塁走者の大和を牽制で盗塁刺、同回裏にチームが逆転し、9回に久古が登板しなかった為、久古がNPB史上2人目、セ・リーグでは初の対戦打者0人で勝利投手[68]
  - 東北楽天ゴールデンイーグルスは前年巨人に在籍し、同年はリーガ・メヒカーナ・デ・ベイスボルでプレーしていたジョン・ボウカーと契約合意したことを発表、背番号は42[69]
  - 福岡ソフトバンクホークスの中田賢一が対楽天戦（コボスタ宮城）でNPB史上338人目の1000投球回[70]
- 4日
  - 阪神タイガースの福原忍が対ヤクルト戦（神宮）で8回に雄平からNPB通算1000奪三振[71]
  - 中日ドラゴンズの堂上直倫が対巨人戦で1試合併殺参加5回の遊撃手のセ・リーグタイ記録[72]
- 5日
  - 読売ジャイアンツは監督の原辰徳が父の原貢が心筋梗塞で倒れたため、この日の対中日戦（ナゴヤドーム）はヘッドコーチの川相昌弘 が監督代行として指揮[73]、試合は3対2で巨人が勝利し、原貢の孫の菅野智之が7回2失点で勝利投手[74]
- 6日
  - 福岡ソフトバンクホークスは対日本ハム戦（ヤフオクドーム）で1対1の同点で迎えた9回裏一死二、三塁から松田宣浩が三振したが、暴投で振り逃げとなり、三塁走者の明石健志が生還し、NPB史上2度目のサヨナラ振り逃げによる勝利[75]
  - 千葉ロッテマリーンズの荻野貴司が対オリックス戦（京セラドーム）で初回に西勇輝から先頭打者で初球をランニング本塁打[76]
- 9日
  - 審判員の本田英志が広島対中日戦（マツダ）で通算1000試合出場[77]
  - 横浜DeNAベイスターズの井納翔一が対ヤクルト戦の6回にセ・リーグ史上6人目の1イニング3暴投[78]
- 10日
  - 横浜DeNAベイスターズは対ヤクルト戦（横浜スタジアム）でNPB史上35度目、セ・リーグ史上16度目の1安打で勝利（スコアは2対1）。7回裏のアーロム・バルディリスの2点本塁打によるもので、本塁打による1安打勝利はNPB史上15度目、セ・リーグ史上7度目。敗戦投手のクリス・ナーブソンはセ・リーグ史上10人目の1被安打で敗戦投手[79]
- 11日
  - 福岡ソフトバンクホークスは育成選手の飯田優也を支配下登録したことを発表、背番号は42[80]
- 13日
  - 横浜DeNAベイスターズは新外国人選手のキューバ国内リーグのセリエ・ナシオナル・デ・ベイスボルのユリエスキ・グリエルと契約した事を発表。背番号は10[81]
  - ロッテ対ソフトバンク戦（QVC）の2回表にソフトバンクの松田宣浩が記録した中越2点本塁打がNPB史上通算95000本塁打[82]
  - 阪神タイガースの安藤優也が対広島戦でNPB史上339人目の通算1000投球回[83]
- 15日
  - 読売ジャイアンツの片岡治大が対ヤクルト戦（東京ドーム）の7回に中前安打を記録し、NPB史上276人目の通算1000安打[84]
  - 審判員の中村稔がロッテ対ソフトバンク戦（QVC）で通算2500試合出場[85]
  - 埼玉西武ライオンズのエルネスト・メヒアは対日本ハム戦（札幌ドーム）でNPB史上56人目の初打席初本塁打[83]
- 18日 - 中日ドラゴンズの岩田慎司が対ヤクルト戦（ナゴヤドーム）の8回に球団史上初、NPB史上15人目（16度目）の3者連続3球三振[86]
  - 阪神タイガースのマット・マートンが対DeNA戦（甲子園）で8回一死一塁から左前安打を記録し、外国人選手の球団新記録の通算744安打[87]
- 20日
  - 読売ジャイアンツの坂本勇人が対西武戦（西武ドーム）で初回一死一塁で牧田和久から左前安打を記録し、NPB史上277人目の通算1000安打。25歳5か月での達成はセ・リーグ史上最年少記録[88]。
  - 福岡ソフトバンクホークスの本多雄一が対広島戦（ヤフオクドーム）で5回に二盗に成功し、NPB史上28人目の通算300盗塁。996試合目での達成は球団最速記録[89]。同じくデニス・サファテがセーブを記録し、NPB史上3人目の12球団からセーブ[90]。
  - オリックス・バファローズの西勇輝が対阪神戦（京セラドーム）で勝利投手となり、球団新記録の開幕から8連勝[91]
- 22日
  - 埼玉西武ライオンズは育成選手のアブナー・アブレイユを支配下登録したことを発表、背番号は72[92]
  - 自由民主党日本経済再生本部(高市早苗本部長)、第2次安倍改造内閣への経済成長提言である「日本再生ビジョン」にて、2014年現在12球団のNPBを将来的に16球団にエクスパンションする構想(「プロ野球16球団構想」等の実現による地域活性化)を盛り込んだ[93]。日本再生ビジョンで「(NPB)球団空白区域」と名指しされているのは静岡県、北信越、四国、沖縄県の2県2地域[94]。なお、2019年現在4球団拡張の候補地として有力視されているのは、NPB参入を目標とした琉球ブルーオーシャンズを設立した沖縄県、県下のアマチュア野球関係者や企業経営者ら2団体が新潟市にNPB球団設立を要望した新潟県[95]、静岡市[96]にNPB球団創設構想が存在する静岡県、松山中央公園野球場を擁しNPB球団招致にも積極的とされる松山市[97]を抱える愛媛県[98]であるとされている[99]。
- 24日
  - オリックス・バファローズは新外国人選手のMLBセントルイス・カージナルス傘下3Aのジョーイ・バトラーの獲得を発表[100]
- 26日
  - 東北楽天ゴールデンイーグルスの監督の星野仙一が腰痛で歩行が困難として、この日の対ヤクルト戦（神宮）を休養。同戦は投手コーチの佐藤義則が指揮を執った。試合は4対1でヤクルトが勝利[101][102]
  - 巨人の鈴木尚広が対日本ハム戦（東京ドーム）の7回無死一塁で代走で出場し、NPB新記録の代走で通算106盗塁に成功[103]
  - 福岡ソフトバンクホークスの本多雄一が対中日戦（ナゴヤドーム）でNPB史上462人目の通算1000試合出場[104]
  - 横浜DeNAベイスターズの金城龍彦が対オリックス戦（横浜）で4対4で迎えた延長10回裏二死二塁の場面で平野佳寿から球団タイ記録の通算8度目のサヨナラ安打[105]
- 27日
  - 東北楽天ゴールデンイーグルスは前日の試合を休養した監督の星野仙一が腰椎椎間板ヘルニアと胸椎黄色靱帯骨化症であることと、同日以降の星野の休養と、その間の監督代行を投手コーチの佐藤義則が務めることも発表[106]、スコアラー・査定グループマネージャーの行木茂満が戦略コーチを兼務することを発表[107]
- 29日
  - 阪神タイガースの鳥谷敬が対西武戦（甲子園）で5回裏二死の場面で菊地雄星から左前安打を記録し、NPB史上115人目の通算1500安打[108]
  - 福岡ソフトバンクホークスの吉村裕基が対DeNA戦（横浜）で8回表二死の場面でホルヘ・ソーサから本塁打を放ち、NPB史上28人目の全球団から本塁打。吉村は2009年6月17日に全打順本塁打を記録しており、全球団全打順本塁打の達成はNPB史上初[109]
- 31日
  - 横浜DeNAベイスターズの乙坂智が対ロッテ戦（QVC）で、9回無死の場面で代打で登場し、益田直也からNPB史上57人目の初打席初本塁打[110]
  - オリックス・バファローズの金子千尋が対巨人戦（京セラドーム）で9回表終了時まで4与四球1失策による無安打無得点としたが、金子は0対0で迎えた9回裏一死二塁での打席で代打を送られ降板。この後点が入らず延長戦に入った為、金子のノーヒットノーランは記録されなかった。巨人は11回表に片岡治大がチーム初安打を放ち、12回表に亀井善行の本塁打で1対0で巨人が勝利した。9回まで無安打無得点で延長で初安打を打たれたのは金子でNPB史上11人目で、9回以上を投げて無安打無得点で途中降板したのは同2人目。継投で無安打を続け延長で初安打を打たれたのも同2度目。巨人の7投手での完封は、継投での完封の球団新記録[111]

### 6月
- 3日
  - 審判員の柳田昌夫が日本ハム対広島戦（札幌ドーム）で三塁塁審を務めて、通算1500試合出場[112]
  - 読売ジャイアンツの村田修一が対ソフトバンク戦（ヤフオクドーム）でNPB史上182人目の通算1500試合出場[113]
- 4日
  - 埼玉西武ライオンズは監督の伊原春樹からの休養の申し出を了承、併せて打撃コーチの田辺徳雄の監督代行への就任も発表[114]
  - 東北楽天ゴールデンイーグルスは新外国人選手のMLBヒューストン・アストロズ傘下3Aのライナー・クルーズとの契約を発表、背番号は49[115]
- 6日
  - 読売ジャイアンツの山口鉄也が対西武戦（東京ドーム）でNPB史上初の通算200ホールド[116]
- 7日
  - 読売ジャイアンツの阿部慎之助が対西武戦（東京ドーム）でNPB史上42人目、捕手では同4人目の通算1000打点[117]
- 9日
  - 福岡ソフトバンクホークスのジェイソン・スタンリッジが対阪神戦（甲子園）でNPB史上16人目、外国人選手では同2人目の全球団勝利[118]
- 11日
  - 東京ヤクルトスワローズの石川雅規の完封で対楽天戦（コボスタ宮城）でNPB史上6度目、交流戦では初の初回表の山田哲人による先頭打者本塁打のみの1対0での勝利[119]
  - オリックス・バファローズの駿太が対DeNA戦（京セラドーム）でNPB史上9人目の代打の代打で満塁本塁打[120]
- 13日
  - 埼玉西武ライオンズの中村剛也が対広島戦（西武ドーム）でNPB史上59人目の通算250本塁打[121]
- 14日
  - 東京ヤクルトスワローズの岩村明憲が対日本ハム戦でNPBタイ記録、史上11人目の1試合4二塁打[120]
- 15日
  - この日行われたセ・パ交流戦6試合でセ・リーグが2008年6月18日以来2度目の6戦全勝[120]
  - 読売ジャイアンツの土田瑞起が対楽天戦の8回裏二死一塁で登板し、藤田一也への初球を一ゴロで抑え、9回表に巨人が逆転したため、NPB史上35人目の1球勝利。土田はプロ入り初勝利で、プロ入り初勝利での1球勝利は同史上5人目[120]
- 16日
  - 東北楽天ゴールデンイーグルスは前年ニューヨーク・メッツに所属し、同年は3A所属のザック・ラッツの獲得を発表、背番号は9[122]
- 18日
  - 千葉ロッテマリーンズは育成選手の金森敬之を支配下登録したことを発表[123]
- 21日
  - DeNA対西武戦は10回二死一、二塁から嶺井博希が新人では史上3人目の「プロ入り初安打のサヨナラ三塁打」でDeNAが勝利、勝利投手の林昌範はNPB史上17人目の全球団勝利を達成[124]
- 22日
  - 日本生命セ・パ交流戦で、巨人が2年ぶり2度目の交流戦優勝[125]
- 25日
  - 阪神タイガースは前ニューヨーク・ヤンキース傘下3Aの建山義紀と契約を結び、入団会見を行った。背番号は53[126]
- 27日
  - 埼玉西武ライオンズは6月4日に休養した伊原春樹の監督退任と、7月1日付で球団本部付アドバイザーに就任することを発表、伊原が球団に辞任を申し入れている。なお、田辺徳雄はそのまま監督代行を続ける[127]
  - 埼玉西武ライオンズの中村剛也が対ソフトバンク戦（西武ドーム）でNPB史上463人目の通算1000試合出場[128]
  - 北海道日本ハムファイターズの中嶋聡が対楽天戦（札幌ドーム）の8回から出場し、一軍実働年数で自らのNPB野手記録を更新する28年とともに、パ・リーグ新記録の同27年（2003年はセ・リーグの横浜ベイスターズに所属）とした[129]
  - オールスターゲーム のファン投票最終結果が発表され、最多得票はオリックスの糸井嘉男で48万7246票、球団別の最多選出は広島の8人[130]
  - 横浜DeNAベイスターズの黒羽根利規が対広島戦でセ・リーグタイ記録、4人目の捕手で1試合3失策[131]
- 29日
  - 北海道日本ハムファイターズの宮西尚生が対楽天戦でNPB史上4人目の通算150ホールド[131]

### 7月
- 1日
  - 埼玉西武ライオンズの岸孝之が対日本ハム戦（西武ドーム）の4回表に大野奨太からNPB史上138人目の通算1000奪三振[132]
  - 福岡ソフトバンクホークスは対ロッテ戦（東京ドーム）で2005年に実数発表になって以来、主催試合の1試合最多となる観客動員46701人。試合は1対0でロッテが勝利[133]
- 2日
  - 東北楽天ゴールデンイーグルスは一軍監督代行に佐藤義則に代わり二軍監督の大久保博元が同日から務めることを発表、佐藤は投手コーチに専念、二軍監督代行には二軍チーフ投手コーチの酒井勉が務める[134]
- 3日
  - オールスターゲームの監督推薦選手が発表され、北海道日本ハムファイターズの大谷翔平が前年の外野に続き、投手として出場。投手と野手の両方で出場したのは関根潤三以来、史上2人目[135]
- 4日
  - 中日ドラゴンズの田島慎二が対巨人戦の7回にNPB史上7人目の1イニング3与死球、3打者連続死球は同史上2人目[136]
- 8日
  - オリックス・バファローズは育成選手の榊原諒を支配下登録したことを発表、背番号は52[137]
- 9日
  - 阪神タイガースが対広島戦（甲子園）の4回にNPB新記録の24イニング連続安打とし、7回まで記録を続け27イニングとした[138]
  - 北海道日本ハムファイターズの大谷翔平が対楽天戦（コボスタ宮城）で球団タイ記録の1試合16奪三振[139]。毎回奪三振は球団史上10人目（13度目）。20歳5日での16奪三振以上はNPB最年少記録[140]
- 10日
  - 中日ドラゴンズの森野将彦が対ヤクルト戦（神宮）でNPB史上61人目の通算300二塁打[141]
- 11日
  - 横浜DeNAベイスターズは育成選手の陳冠宇を支配下登録したことを発表[142]
  - 福岡ソフトバンクホークスの内川聖一が、対ソフトバンク戦（札幌ドーム）でNPB史上116人目の通算1500安打[143]、同じく細川亨が同史上15人目の通算250犠打[144]
- 12日
  - 読売ジャイアンツの杉内俊哉が対阪神戦の6回に上本博紀からNPB史上22人目の通算2000奪三振、1930回2/3イニングでの達成は史上最速[145]
  - 東北楽天ゴールデンイーグルスはオールスターゲームのパ・リーグ監督について、7月3日に指揮を執ることを発表していた星野仙一が体調の回復が間に合わないとして辞退すると発表[146]
- 13日
  - 中日ドラゴンズは育成選手の赤坂和幸を支配下登録したことを発表、背番号は73[147]
- 7月14日
  - 福岡ソフトバンクホークスのジェイソン・スタンリッジが対ロッテ戦（QVC）で3回にパ・リーグタイ記録、史上5人目の1イニング3与死球。なおスタンリッジは3与死球目で危険球退場処分[148]
  - パ・リーグはオールスターゲームの監督について、ロッテの監督の伊東勤が務めることを発表[149]
- 15日
  - 千葉ロッテマリーンズはキューバ国内リーグのアラサネス・デ・グランマ所属のアルフレド・デスパイネの獲得を発表[150]
- 17日
  - フレッシュオールスターゲーム（長崎ビッグNスタジアム）は全イが7対6で全ウに勝利。MVPはロッテの井上晴哉[151]
- 18日
  - オールスターゲーム第1戦（西武ドーム）は全セが7対0で全パに勝利。43歳6か月の中日の谷繁元信が3回表一死一塁でオールスター史上最年長の安打を記録[152]
- 19日
  - オールスターゲーム第2戦（甲子園）は全パが12対6で全セに勝利。日本ハムの大谷翔平がオールスター史上最速の162キロを計測。公式戦と合わせても、マーク・クルーンと並ぶNPBタイ記録。20歳以下での先発勝利は、オールスター史上2人目[153]
- 20日
  - 福岡ソフトバンクホークスの新垣渚、山中浩史と、東京ヤクルトスワローズの川島慶三、日高亮の交換トレードが発表[154]
- 21日
  - 埼玉西武ライオンズはベースボール・チャレンジ・リーグ信濃グランセローズに所属の小林宏之の獲得を発表、小林は2年ぶりのNPB復帰[155]
  - 阪神タイガースの呉昇桓が対巨人戦でセーブを記録し、日韓通算300セーブ（KBO277、NPB23）[156]
  - 埼玉西武ライオンズの中村剛也が対楽天戦（西武ドーム）の5回裏に宮川将からNPB史上56人目の通算1000三振。1014試合での到達は史上2位のスピード記録[157]
  - 横浜DeNAベイスターズの山崎憲晴が対中日戦でNPBタイ記録、史上9人目の1試合4犠打[157]
- 22日
  - オリックス・バファローズはユニエスキー・ベタンコートに戦力外通告、ウエーバー公示にかけることを発表[158]。同月29日、ウエーバー不請求[159]
  - 阪神タイガースの金田和之が対巨人戦（甲子園）でNPB史上36人目の1球勝利[160]
- 7月23日
  - 中日ドラゴンズの谷繁元信が対DeNA戦で2回無死一、二塁で久保康友から本塁打を放ち、NPB新記録の新人から26年連続本塁打。兼任監督の本塁打は1977年の野村克也以来37年ぶり[161]
- 24日
  - 広島東洋カープは新外国人選手のデュアンテ・ヒースとの契約合意を発表[162]
  - 持病の腰痛の悪化で休養していた楽天の監督の星野仙一が、この日の楽天の全体練習から監督に復帰[163]
- 25日
  - 読売ジャイアンツの阿部慎之助が対中日戦（ナゴヤドーム）でNPB史上52人目の通算3000塁打[164]
  - 阪神タイガースの福原忍が対広島戦（マツダ）で通算500試合登板[160]
- 26日
  - 中日ドラゴンズの岩瀬仁紀が対巨人戦（ナゴヤドーム）で18セーブ目を挙げ、NPB史上初の通算400セーブを達成[165][166]。
- 27日
  - 埼玉西武ライオンズはコーディ・ランサムに戦力外通告したことと、翌28日付でウエーバー公示にかけることを発表[167]。8月4日、ウエーバー不請求[159]
- 29日
  - 中日ドラゴンズの岩﨑恭平とオリックス・バファローズの三ツ俣大樹の交換トレードが発表[168]
- 30日
  - 東北楽天ゴールデンイーグルスは新外国人で前アリゾナ・ダイヤモンドバックス傘下のAAA級リノ・エーシズのニック・エバンスと契約したことを発表。背番号は3[169]
- 31日
  - 読売ジャイアンツは8月1日から二軍バッテリーコーチの秦真司を一軍バッテリーコーチに、育成コーチの吉原孝介を二軍バッテリーコーチにすることを発表[170]
  - オリックス・バファローズは新外国人で前サンフランシスコ・ジャイアンツ傘下のAAA級フレズノ・グリズリーズのダン・ランズラーと契約したことを発表[171]
  - 千葉ロッテマリーンズの岡田幸文が対日本ハム戦（QVC）の第1打席で中前打を放ち、プロ入りからの連続打席無本塁打をNPBタイ記録の1770として、つづく第2打席で死球を受け同新記録とした[172]
  - 中日ドラゴンズの岩瀬仁紀が対広島戦（マツダ）で自身の記録を更新する11年連続20セーブ[173]

### 8月
- 1日
  - 読売ジャイアンツの村田修一が対広島戦（東京ドーム）で5回に前田健太から中越本塁打を放ち、NPB通算300本塁打[174]
  - 読売ジャイアンツの二軍でコーチ研修を行っていた黄斗聖が研修を終え帰国[175]
  - 阪神タイガースの上本博紀が対DeNA戦（甲子園）で、セ・リーグタイ記録の1試合2三塁打[174]
- 3日
  - 北海道日本ハムファイターズの大谷翔平が対ソフトバンク戦（札幌ドーム）で、公式戦では日本人最速タイ記録の球速161キロを計測[176]。ソフトバンクの五十嵐亮太がNPB史上37人目の通算600試合登板[177]
- 5日
  - 北海道日本ハムファイターズの中田翔が対オリックス戦（帯広の森野球場）でNPB史上272人目の通算100本塁打[178]。同じく日本ハムの中島卓也が二塁手ではパ・リーグタイ記録の9刺殺[179]
- 6日
  - 千葉ロッテマリーンズは対楽天戦（QVC）で9回表に2対7から、同回裏に一死一、三塁から川本良平のサヨナラ打で逆転勝利。9回裏に5点差から逆転サヨナラ勝利はNPB史上8度目で球団タイ記録[179]
- 7日
  - 東京ヤクルトスワローズが対阪神戦（神宮）で球団新記録の8試合連続2桁安打[180][181][182]
  - 広島東洋カープのブラッド・エルドレッドが対中日戦（ナゴヤドーム）で球団タイ記録の23試合連続三振[183]
- 8日
  - 福岡ソフトバンクホークスの五十嵐亮太が対西武戦（県営大宮球場）で初登板からではNPB新記録の601試合連続救援登板[184]
  - 東京ヤクルトスワローズは対DeNA戦でNPBタイ記録の8試合連続7得点以上。ヤクルトの川端慎吾が球団新記録の4試合連続猛打賞、翌9日の同戦では4打数1安打に終わり記録はストップ[179]
  - 広島東洋カープのブラッド・エルドレッドが対阪神戦（京セラドーム）で球団新記録の24試合連続三振[185]、その後28試合まで記録を伸ばす[186]
- 9日
  - 阪神タイガースの鳥谷敬が対広島戦でNPB史上183人目の1500試合出場[179]
  - 7月の月間MVPが発表され、セ・リーグでは中日の和田一浩が野手では史上最年長の42歳での受賞[187]
- 11日
  - 12球団代表者会議が開かれ、翌年からのセ・パ交流戦を現行の24試合制から18試合制で削減することで合意[188]
- 15日
  - 広島東洋カープの前田健太が対巨人戦でNPB史上139人目の通算1000奪三振[189]
  - 東北楽天ゴールデンイーグルスの則本昂大が対ロッテ戦（コボスタ宮城）で1安打無四球のNPB史上44人目（44度目）の準完全試合を達成[190]
- 16日
  - 東京ヤクルトスワローズの新垣渚が対中日戦（ナゴヤドーム）でセ・リーグタイ記録の1試合4暴投。新垣はソフトバンク時代の2008年にNPB記録の1試合5暴投を記録しており、1試合4暴投以上を両リーグで記録したのと、3度記録したのはそれぞれ史上初[191]
- 17日
  - 西武対日本ハム戦（西武ドーム）は前日の同カードの試合時間5時間48分に続き、この日も延長12回、3対3の引き分けで5時間14分となり、NPB史上初の2試合連続5時間越えとなった[192]。日本ハムの大引啓次がNPB史上36人目の通算200犠打[193]
- 19日
  - 広島東洋カープの菊池涼介が対DeNA戦でNPB史上3人目のシーズン2度目の20試合連続安打[194]
  - 広島東洋カープは対DeNA戦（横浜）で球団タイ記録の8試合連続2桁安打[195]。新記録のかかった翌20日の同戦で5安打で0対3で敗れ、記録はストップ[196]
- 20日
  - オリックス・バファローズは対ロッテ戦（QVC）でパ・リーグ史上14度目の全員三振（出場打者9人で10三振）。オリックスの平野恵一が同試合でNPB史上16人目の通算250犠打[197]
- 21日
  - 北海道日本ハムファイターズはミチェル・アブレイユとの契約を解除し、ウエーバー公示にかけた事を発表[198]。8月28日、ウエーバー不請求[159]
  - 東京ヤクルトスワローズのウラディミール・バレンティンが対巨人戦（神宮）で澤村拓一からNPB史上160人目の150本塁打[199]
- 22日
  - 読売ジャイアンツの鈴木尚広が対中日戦（東京ドーム）でNPB史上465人目の通算1000試合出場[197]
- 24日
  - 読売ジャイアンツの久保裕也が対中日戦（東京ドーム）で7回にセ・リーグタイ記録、同史上7人目の3連続押し出し四球[200]
  - 東北楽天ゴールデンイーグルスの松井稼頭央が対オリックス戦（京セラドーム）で、日本人選手では史上3人目の日米通算2500安打[201]
- 26日
  - 東北楽天ゴールデンイーグルスの松井裕樹が対西武戦（コボスタ宮城）でドラフト制導入以降の高卒新人では堀内恒夫の記録を更新する70回2/3無本塁打。達成直後にエルネスト・メヒアに本塁打を打たれ記録は71回1/3でストップ[202]
  - 読売ジャイアンツの阿部慎之助が対阪神戦でNPB史上57人目の通算1000三振[203]
  - 北海道日本ハムファイターズの大谷翔平が対ソフトバンク戦（ヤフオクドーム）で勝利投手となり、シーズン10勝目。同一シーズンで10勝して6本塁打はパ・リーグ初[203]
- 8月27日
  - 中日ドラゴンズの谷繁元信が対DeNA戦（ナゴヤドーム）で捕手ではNPB新記録の通算2922試合出場[204]
  - 読売ジャイアンツの村田修一が対阪神戦（東京ドーム）でNPB史上117人目の通算1500安打[205]
- 29日
  - 北海道日本ハムファイターズの大谷翔平が対ロッテ戦（東京ドーム）でシーズン2桁勝利投手ではNPB最多のシーズン8本塁打[206]
- 30日
  - 東北楽天ゴールデンイーグルスの横山貴明が対ソフトバンク戦（コボスタ宮城）で2対2で迎えたで7回二死二塁で登板し、今宮健太への初球を中前適時打されるが、二塁を狙い走塁死し、その裏に楽天が8点を取り逆転し、9対4で勝利したため、横山はNPB史上初の初登板で1球勝利投手となった。初登板とつかない1球勝利は同37人目、初勝利が1球勝利は同6人目[207]。なおコボスタ宮城の内野三塁スタンドの観客席が増設され、この試合から言運用が開始され、同球場史上最多の25308人の観客を記録した[208]
  - 読売ジャイアンツの橋本到が対DeNA戦（横浜）でNPBタイ記録、史上14人目の1試合5三振[209]
  - 中日ドラゴンズは対広島戦（ナゴヤドーム）で0対2で敗れ、球団新記録の月間19敗。翌31日の同戦も4対6で敗れ、セ・リーグ史上5度目の月間20敗[210][211]
- 8月31日
  - 福岡ソフトバンクホークスの岡島秀樹が対楽天戦（コボスタ宮城）で日米通算800試合登板[212]

### 9月

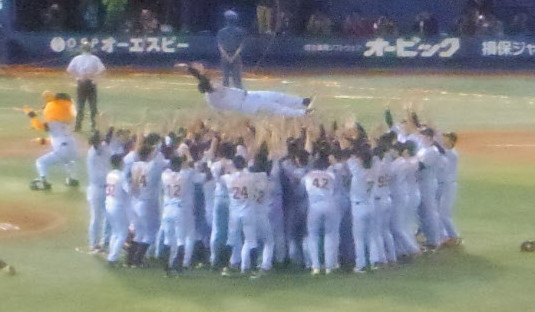
巨人がセ・リーグ3連覇。胴上げされる原辰徳監督（9月26日）

- 9月2日 - 日本ハムの稲葉篤紀が同年限りでの現役引退を表明[213]
- 9月2日 - 中日はアレクシス・ゴメスとの契約を解除し、ウエーバー公示にかけたことを発表[214]
- 9月2日 - 広島のライネル・ロサリオが対巨人戦（長野オリンピックスタジアム）でNPBでは6年ぶり、史上63人目（67度目）のサイクル安打達成[215]。初回先頭打者本塁打を記録しての達成は同史上3人目、逆ナチュラルサイクル安打での達成は同史上2人目[216]
- 9月2日 - 阪神のランディ・メッセンジャーが対DeNA戦（甲子園）で、12奪三振でシーズン201奪三振とし、2リーグ制以降での外国人選手の最多記録[注 1][216]
- 9月5日 - 8月の月間MVPが発表され、セ・リーグの投手部門でDeNAの三浦大輔が受賞。DeNAの投手がシーズン3人受賞するのは球団史上初[217]
- 9月5日 - 中日対阪神戦（ナゴヤドーム）で、49歳0か月の中日の山本昌がシーズン初登板を果たし、浜崎真二のもつ48歳10か月でのNPB史上最年長出場記録を更新、また5イニング無失点の内容で勝利投手となり、同じく浜崎の48歳4か月の史上最年長勝利投手の記録を64年ぶりに更新[注 2]。阪神の能見篤史が4回にエクトル・ルナからNPB史上140人目の通算1000奪三振[218][219]。
- 9月6日 - ソフトバンクは対西武戦（ヤフオクドーム）に6対2で勝利し、12球団で初のクライマックスシリーズ進出が決定[220]。西武はこの試合で9イニングでの球団ワースト記録の1試合17三振[221]
- 9月6日 - 中日の山井大介が対阪神戦（ナゴヤドーム）で勝利投手となり、自身初のシーズン10勝目。36歳で初の2桁勝利は1992年の鹿取義隆の35歳を更新するNPB最年長記録、13年目での初2桁勝利は鹿取の14年目に次ぐ記録[222]
- 9月7日 - 日本ハムの大谷翔平が対オリックス戦（京セラドーム）で10号本塁打を記録し、NPB史上初の同一シーズンでの2桁勝利と2桁本塁打を達成[223]
- 9月9日 - ロッテ対西武戦（QVC）で、西武の森友哉が高卒新人では史上初の1シーズン代打で3本塁打[224]。ロッテの益田直也が延長11回二死二塁の場面で登板し、渡辺直人への初球がニゴロとなり、その裏ロッテがサヨナラ勝利し、NPB史上38人目の1球勝利。1シーズンに4人が1球勝利を記録したのは史上初[225]
- 9月9日 - DeNAは柿田裕太が8月29日に神奈川県内で当て逃げ事故を起こしながら届け出ず、道路交通法違反で神奈川県警に事情聴取を受けていたことを発表し、柿田に1週間の謹慎処分と無期限の運転禁止、同乗していた山下峻に3日間の謹慎処分[226]
- 9月9日 - ロッテの涌井秀章が対西武戦でNPB史上168人目の1500投球回。同じくロッテの益田直也がパ・リーグ史上19人目の1球勝利[227]
- 9月10日 - 中日の荒木雅博が対広島戦（マツダ）でNPB史上17人目の通算250犠打[228]
- 9月10日 - ソフトバンクは対日本ハム戦（東京ドーム）で松田宣浩が本塁打を放ち、NPB史上4球団目の球団通算8000本塁打[229]
- 9月10日 - DeNAの梶谷隆幸が対ヤクルト戦で2試合連続初回先頭打者本塁打、球団タイ記録で史上2人目。梶谷に打たれた杉浦稔大はNPB史上65人目のプロ入り初登板、初先発で、初打者に本塁打。初回先頭打者本塁打なのは史上17人目[227]
- 9月11日 - 中日の岩瀬仁紀のNPB記録としていたシーズン50試合登板が15年でストップ。岩瀬はこの日まで34試合登板で中日の残り試合が15となった為[230]
- 9月11日 - ロッテの里崎智也が同年限りでの現役引退を表明[231]
- 9月15日 - イースタン・リーグはロッテが西武に5対4で勝利し、ロッテの2年ぶり通算10度目のリーグ優勝が決定[232]
- 9月16日 - 中日の荒木雅博が対DeNA戦（横浜）でNPB史上17人目の通算350盗塁[233]
- 9月16日 - 広島のブラッド・エルドレッドが対巨人戦（マツダ）の7回裏に三振を記録し、球団新記録のシーズン151三振[234]
- 9月16日 - ヤクルトの山田哲人が対阪神戦（神宮）でNPB史上初の6か月連続初回先頭打者本塁打[235]
- 9月17日 - 阪神のマウロ・ゴメスが対広島戦で球団新記録のシーズン通算155三振[236]
- 9月17日 - 楽天のアンドリュー・ジョーンズが対ロッテ戦（コボスタ宮城）の1回に四球を記録し、NPB史上4人目の2年連続シーズン100四球、外国人では史上初[237]
- 9月17日 - オリックスがソフトバンクに10対4で勝利し、クライマックスシリーズ進出が決定[238]
- 9月18日 - 楽天の監督の星野仙一が同年限りでの監督退任を発表[239]
- 9月19日 - ウエスタン・リーグはソフトバンク が中日に勝利し、2位の広島が敗れた為、ソフトバンクの3年連続通算9度目のリーグ優勝が決定[240]
- 9月19日 - 楽天の則本昂大が対日本ハム戦（コボスタ宮城）で13奪三振で完封勝利を記録し、NPB史上6人目の出場野手全員からの奪三振と、球団新記録のシーズン7完封勝利[241][242]
- 9月20日 - 西武はアブナー・アブレイユ、マイケル・ボウデン、グレッグ・レイノルズとの契約を解除し、ウエーバー公示にかけることを発表[243]
- 9月20日 - 巨人は対ヤクルト戦（東京ドーム）に4対2で勝利し、セ・リーグでは初のクライマックスシリーズ進出が決定[244]
- 9月20日 - 阪神のランディ・メッセンジャーが対中日戦（甲子園）で日米通算1000投球回[245]
- 9月20日 - 楽天は対日本ハム戦（コボスタ宮城）で年間観客動員を129万2366人として、球団最多記録を更新[246]
- 9月20日 - ソフトバンクの五十嵐亮太が対西武戦（ヤフオクドーム）で日米通算700試合登板[247]
- 9月20日 - この日パ・リーグは、1993年5月6日以来リーグ史上2度目の行われた3試合すべてがサヨナラゲーム。スコアはそれぞれ、楽天対日本ハム戦(コボスタ宮城)が3対2、西武対ソフトバンク戦（西武ドーム）が6対5、ロッテ対オリックス戦（QVC）が4対3[248]
- 9月21日 - 広島の横山竜士が同年限りでの現役引退を発表[249]
- 9月21日 - 巨人の阿部慎之助が対ヤクルト戦（東京ドーム）でNPB史上65人目の通算300二塁打[250]
- 9月22日 - ヤクルトの監督の小川淳司が同年限りで監督を辞任することを表明[251]
- 9月23日 - 西武は対オリックス戦（京セラドーム）で、2005年の日本ハムの1151（136試合制）を更新するNPB新記録のシーズン1152三振[252]
- 9月24日 - 巨人の山口鉄也が対中日戦（ナゴヤドーム）でNPB史上94人目の通算500試合登板、同じく坂本勇人が同史上466人目の通算1000試合出場[253]
- 9月24日 - 広島の二軍監督の内田順三が同年限りでの監督辞任と退団を球団に申し入れ、了承された[254]
- 9月24日 - 阪神の呉昇桓が対DeNA戦（横浜）で外国人投手の1年目では史上最多のシーズン36セーブ[255]
- 9月25日 - 中日は三瀬幸司、小林正人、鈴木義広が同年限りで現役引退することを発表[256]
- 9月26日 - NPBは、プロ野球年間表彰式の名称を現行の『プロ野球コンベンション』から『NPB AWARDS』に変更することを発表[257][258]
- 9月26日 - セ・リーグは巨人は対DeNA戦（横浜）に6対3で勝利し、2位の広島が対阪神戦（甲子園）に3対4で敗れたため、巨人が3年連続通算36度目のセ・リーグ優勝達成[259]。巨人の山口鉄也が自身のNPB記録を更新する7年連続60試合登板[260]。なお、阪神に敗れた広島の2年連続クライマックスシリーズ進出も決定[261]
- 9月27日 - 日本ハムの金子誠が同年限りで現役引退することを発表[262]
- 9月27日 - 楽天のアンドリュー・ジョーンズが対西武戦（コボスタ宮城）でパ・リーグ新記録のシーズン114四球[263]
- 9月27日 - 阪神が対ヤクルト戦（甲子園）に2対1で勝利し、2年連続クライマックスシリーズ進出が決定[264]
- 9月29日 - 日本ハムが対西武戦（札幌ドーム）に4対1で勝利し、2年ぶりにクライマックスシリーズ進出が決定[265]
- 9月29日 - 阪神の藤井彰人が対DeNA戦（甲子園）でNPB史上467人目の通算1000試合出場[266]
- 9月30日 - ウエスタン・リーグの全日程が終了し、すでに優勝を決めているソフトバンクがリーグ新記録のシーズン68勝[267]。ソフトバンクの牧原大成がウエスタン・リーグ新記録のシーズン通算120安打[268]
- 9月30日 - 広島の菊池涼介が対ヤクルト戦（マツダ）で二塁手でのシーズン補殺を529とし、前年自身が記録したセ・リーグ記録を更新[269]

### 10月
- 10月1日 中日は辻孟彦、井上公志、矢地健人、小田幸平、田中大輔、中田亮二、森越祐人、井藤真吾、堂上剛裕、宋相勲に戦力外通告したことを発表[270]
- 10月1日 - 巨人は越智大祐と、育成選手の高木康成、森和樹、柴田章吾、雨宮敬、荻野貴幸、和田凌太に戦力外通告したことを発表[271]
- 10月1日 - ヤクルトは押本健彦、真田裕貴、野口祥順、阿部健太、新田玄気、山本斉、岩村明憲、又野知弥と、育成選手の中根佑二、佐藤貴規に戦力外通告したことを発表し[272]このうち阿部が現役引退を表明[273]
- 10月1日 - オリックスは伊原正樹、甲藤啓介、山崎正貴、西川拓喜に戦力外通告したことと、二軍投手コーチの小林雅英、小林宏と育成コーチの西本聖、赤堀元之の退団を発表[274]
- 10月1日 - 日本ハムは多田野数人の退団を発表[275]
- 10月1日 - 阪神は吉見祐治、高山久、西村憲、阪口哲也に戦力外通告したことを発表[276]
- 10月1日 - 広島は同年の観客動員を187万4,279人として、球団記録を更新[277]
- 10月1日 - 中日の谷繁元信が対DeNA戦（ナゴヤドーム）でNPB史上18人目の通算250犠打[278]
- 10月2日 - パ・リーグはソフトバンクがシーズン最終戦の対オリックス戦（ヤフードーム）に延長10回裏に2対1のサヨナラ勝利で3年ぶり通算18度目のパ・リーグ優勝達成（10.2決戦）。優勝へのマジックナンバーが点灯せずにリーグ優勝したのは1992年のヤクルト以来、22年ぶり。シーズン最終戦でのサヨナラ勝利での優勝決定は史上初[279]。ソフトバンクは同年の観客動員を246万8,442人として球団記録を更新[280]
- 10月2日 - 西武は監督代行の田辺徳雄の翌年からの監督就任を発表[281]。また、川崎雄介、小林宏之、山﨑浩司、美沢将に戦力外通告、ポーフィリオ・ロペスと契約しないことと[282]、二軍投手コーチの杉本正と翌年の契約しないことも発表[283]
- 10月2日 - 広島は上野弘文、大島崇行、斉藤悠葵と、育成選手の永川光浩に戦力外通告したことを発表[284]
- 10月2日 - 巨人は二軍打撃コーチの荒井幸雄の退任と、前広島二軍監督の内田順三の同コーチへの就任を発表[285]
- 10月3日 - DeNAは中村紀洋、藤井秀悟、小林太志、藤江均、北方悠誠、菊地和正、神内靖、眞下貴之、伊藤拓郎、冨田康祐、と育成選手の古村徹、佐村・トラヴィス・幹久に戦力外通告したことと[286]、投手コーチの岡本克道と髙浦己佐緒と翌年の契約を結ばないことを発表[287]
- 10月3日 - 日本ハムは根本朋久、佐藤祥万、運天ジョン・クレイトンに戦力外通告したことを発表[288]
- 10月3日 - 楽天は仲澤広基と、育成選手の井坂亮平、木村謙吾、有馬翔、神保貴宏に戦力外通告した事を発表[289]
- 10月3日 - 阪神の久保田智之と日高剛が同年限りでの現役引退を発表[290][291]
- 10月3日 - 中日は元中日などで、前BCリーグの信濃グランセローズの選手兼任監督の大塚晶文の投手コーチ就任を発表[292]
- 10月4日 - 中日はブルペン捕手兼打撃投手の小川将俊とのバッテリーコーチの契約を発表[293]
- 10月4日 - ファーム日本選手権がKIRISHIMAサンマリンスタジアム宮崎で行われ、ロッテがソフトバンクに6対4で勝利し、2年ぶり4度目の優勝達成。MVPはロッテの大嶺翔太[294]
- 10月4日 - 西武は投手コーチの石井丈裕と翌年の契約を結ばないことを発表[295]
- 10月4日 - 楽天の銀次が対オリックス戦でパ・リーグタイ記録、史上5人目の1試合5四球[296]
- 10月5日 - ロッテは荻野忠寛、藤谷周平、塀内久雄、G.G.佐藤、神戸拓光、角晃多と、育成選手の岸敬祐に戦力外通告したことと[297]、一軍投手コーチの川崎憲次郎、同バッテリーコーチの中村武志、二軍投手コーチの齊藤明雄と翌年の契約を結ばないことを発表[298]
- 10月5日 - ソフトバンクは育成選手の南貴樹、清水貴之、笹沼明広、松冨倫に戦力外通告したことと[299]、二軍投手コーチの吉田修司と三軍打撃コーチの若井基安の退団を発表[300]
- 10月5日 - 日本ハムの大谷翔平が対楽天戦（札幌ドーム）で球速162km/hを計測。シーズン公式戦ではマーク・クルーンと並ぶタイ記録、またNPBの日本人最速と自らのパ・リーグ記録を更新[301]
- 10月5日 - 巨人は同年の主催試合観客動員を301万8,284人として、実数発表となった2005年以降の球団記録を更新[302]
- 10月6日 - ヤクルトの山田哲人が対DeNA戦（神宮）でシーズン通算192安打として、1950年の阪神の藤村富美男の日本人右打者のシーズン安打記録を更新[303]
- 10月6日 - セ・リーグの全順位が確定。1位から6位まで2年連続で同じ順位となったのは、NPB史上37年ぶり4度目[304]
- 10月7日 - 西武は松永浩典に戦力外通告したことを発表[305]
- 10月7日 - NPBはこの年のアジアシリーズの開催中止を発表、日米野球などの開催で各国の日程の調整がつかなかったため、としている[306]
- 10月7日 - 楽天の最下位が確定。前年優勝チームの最下位は史上5度目、監督の星野仙一は野村克也に次いで史上2人目の両リーグで最下位の監督となった[307]
- 10月7日 - セ・パ両リーグのシーズン公式戦全日程が終了[308]。阪神はNPB史上初の4人の外国人選手がタイトルを獲得[注 3]。パ・リーグの本塁打王は西武の中村剛也とエルネスト・メヒアが史上3度目、2リーグ制以降では初の同一球団の2選手が獲得[296]
- 10月8日 - 広島の監督の野村謙二郎が監督辞任を球団に申し入れ、了承された。進出が決まっているクライマックスシリーズの指揮は執るとしている
- 10月8日 - ヤクルトは新監督にチーフ打撃コーチの真中満が就任することを発表[309]。またヘッドコーチの佐藤真一、内野守備兼走塁コーチの城石憲之、バッテリーコーチの小野公誠の退団も発表[310]
- 10月8日 - オリックスは平井正史が同年限りで現役引退する事を発表[311]
- 10月8日 - DeNAは外野守備走塁コーチの蓬萊昭彦と契約を結ばないことを発表[312]
- 10月11日 - 西武は翌年のコーチ陣を発表。一軍投手コーチに土肥義弘、同打撃コーチに阿部真宏、二軍投手コーチに森慎二が就任[313]
- 10月12日 - セ・リーグのクライマックスシリーズファーストステージの阪神対広島の第2戦（甲子園）が行われ、延長12回表終了時点で0対0で、2位の阪神の1勝1分が確定、CS初のコールド適用で阪神の球団初のファイナルステージ進出が決定[314]
- 10月13日 - 京セラドーム大阪で開催予定だったパ・リーグクライマックスシリーズファーストステージのオリックス対日本ハム第3戦は台風19号の影響で試合中止。翌14日に順延した。京セラドームでの台風による試合中止はシーズン公式戦と合わせて3度目。CSでのドーム球場での試合中止は史上初[315][316]。
- 10月14日 - ソフトバンクの監督の秋山幸二が同年限りでの監督退任を発表、既に進出を決めているCSの指揮は執るとしている[317]
- 10月14日 - 楽天は新監督に二軍監督の大久保博元の就任を発表[318]。また、一軍投手コーチの佐藤義則、一軍バッテリーコーチの三輪隆、一軍内野守備走塁コーチの鈴木康友と翌年の契約を結ばないことも発表[319]
- 10月14日 - パ・リーグクライマックスシリーズのファーストステージのオリックス対日本ハム第3戦（京セラドーム）が行われ、日本ハムが延長10回を2対1で勝利し、2勝1敗で2年ぶりファイナルステージ進出が決定[320]
- 10月15日 - 広島は新監督に野手総合コーチの緒方孝市の就任を発表[321]
- 10月15日 - セ・リーグクライマックスシリーズファイナルステージ第1戦（東京ドーム）で阪神が巨人に4対1で勝利。勝利投手の藤浪晋太郎の20歳6か月はセ・リーグのCS史上最年少記録[注 4]、ポストシーズンでは球団最年少記録。巨人は6回までを無失点とし、ポストシーズンでは1958年の西鉄の日本シリーズでのNPB記録を更新する26イニング連続無失点[322]
- 10月16日 - ロッテは投手コーチに小林雅英と[323]、落合英二が就任することを発表[324]
- 10月17日 - 広島は新外国人選手のマイク・ザガースキーとの契約合意を発表[325]
- 10月17日 - パ・リーグクライマックスシリーズファイナルステージのソフトバンク対日本ハム第3戦（ヤフオクドーム）で、日本ハムの中田翔がポストシーズン新記録の4試合連続本塁打[326]。翌18日の第4戦では3打数1四球2三振の無安打に終わり、記録はストップ[327]
- 10月18日 - セ・リーグクライマックスシリーズのファイナルステージ第4戦（東京ドーム）が行われ、阪神が巨人に8対4で勝利し、4勝1敗で日本シリーズに進出が決定。巨人のCSでの4連敗は史上初[328]
- 10月19日 - 巨人は投手総合コーチの川口和久の退任と、打撃コーチの橋上秀樹からの退団の申し入れを了承したことを発表[329]
- 10月19日 - パ・リーグクライマックスシリーズファイナルステージのソフトバンク対日本ハム第5戦（ヤフオクドーム）が行われ、試合は延長11回6対4で日本ハムが勝利、9回までの両チーム合わせて24三振はパ・リーグポストシーズン新記録。ソフトバンクの毎回三振はポストシーズン史上13度目、延長まで毎回三振は史上初。延長11回までのソフトバンクの18三振と両チーム合わせて32三振は延長でのNPB新記録[330]
- 10月20日 - パ・リーグのクライマックスシリーズファイナルステージのソフトバンク対日本ハム第6戦（ヤフオクドーム）が行われ、ソフトバンクが4対1で勝利し、4勝3敗で3年ぶり日本シリーズ進出が決定[331]
- 10月21日 - 西武は新外国人選手の郭俊麟との契約合意を発表[332]。また背番号の変更も発表され、選手では岩尾利弘が12から31へ、坂田遼が31から88へ、監督・コーチでは田辺徳雄が76、土肥義弘が72、森慎二が89にそれぞれ決まった[333]
- 10月21日 - 日本ハムは尾崎匡哉と村田和哉に戦力外通告した事を発表[334]
- 10月22日 - 日本ハムは赤田将吾の退団と[335]、二軍投手コーチの加藤武治と翌年の契約を結ばないことを発表[336]
- 10月22日 - 西武から戦力外通告を受けていた小林宏之（同年の登録名は小林宏）が現役引退を表明[337]
- 10月22日 - 楽天は翌年のコーチ人事を発表し、二軍内野守備走塁コーチに前BCリーグ福井ミラクルエレファンツ監督の酒井忠晴が就任することと、二軍投手コーチの髙村祐が一軍投手コーチ、二軍チーフ投手コーチの酒井勉が二軍監督、一軍外野守備走塁コーチの米村理が二軍野手コーチ、一軍投手コーチの森山良二が二軍投手コーチにそれぞれ配置転換することを発表[338]
- 10月22日 - 広島は投手コーチの山内泰幸と翌年の契約を結ばないことを発表[339]
- 10月23日 - プロ野球ドラフト会議が行われ、早稲田大学の有原航平が4球団の指名の末、日本ハムが交渉権を獲得[340]、また田中英祐が京都大学初のドラフト指名選手としてロッテから2位指名された[341]
- 10月25日 - 巨人は星野真澄、井野卓、石井義人、加治前竜一に戦力外通告したことと[342]、田中太一を自由契約にしたことを発表[343]。また高橋由伸の選手兼任一軍打撃コーチへの就任も発表[344]
- 10月25日 - ロッテは小池翔大に戦力外通告したことを発表[345]
- 10月25日 - オリックスは髙橋信二、庄司龍二、深江真登と育成選手の東弘明に戦力外通告したことを発表[346]
- 10月25日 - 広島は新外国人選手の前MLBヒューストン・アストロズのヘスス・グスマンの獲得を発表[347]
- 10月25日 - 阪神とソフトバンクの日本シリーズが阪神甲子園球場で開幕し、日本シリーズ史上初の第1戦の先発投手が外国人投手同士となり、阪神はランディ・メッセンジャー、ソフトバンクはジェイソン・スタンリッジが先発した。試合は阪神が6対2で勝利[348][349]
- 10月27日 - 日本ハムは22日に退団を発表した赤田将吾の同年限りでの現役引退を発表[350]
- 10月27日 - 沢村栄治賞の選考委員会が行われ、オリックスの金子千尋が初受賞[351]
- 10月28日 - 阪神は森田一成に戦力外通告したこと[352]、二軍投手コーチの湯舟敏郎と翌年の契約を結ばないことを発表[353]
- 10月28日 - 中日は川崎貴弘に戦力外通告したことを発表[354]
- 10月28日 - オリックスは東野峻、八木智哉、佐藤峻一、近藤一樹、山田修義、園部聡に戦力外通告したことを発表[354]
- 10月28日 - 広島は久本祐一、梅津智弘、上村和裕、松本高明、迎祐一郎に戦力外通告したことと[355]、新外国人選手のクリス・ジョンソンと契約合意したことと[356]、二軍投手コーチに佐々岡真司が就任することを発表[357]
- 10月28日 - 日本ハムは二軍監督の西俊児の退任と[358]、後任に同打撃コーチの田中幸雄の就任と[359]、二軍投手コーチの田之上慶三郎と同外野守備走塁コーチの大塚光二の退団を発表[360]
- 10月28日 - 楽天は中島俊哉と育成選手のセルジオ・ミトレに戦力外通告したことと[361]、高堀和也、宮川将、小斉祐輔、島井寛仁、柿澤貴裕を支配下選手登録しないことをそれぞれ発表[362]
- 10月29日 - 西武は林﨑遼と支配下選手登録を結ばないことと[363]、二軍育成コーチに赤田将吾が就任することを発表[364]
- 10月29日 - 広島は翌年のコーチ陣を発表、打撃コーチ補佐の永田利則が総合コーチに、二軍投手コーチの小林幹英が一軍投手コーチにそれぞれ就任、東出輝裕が選手兼任で二軍野手コーチ補佐に就任[365]
- 10月29日 - 楽天は一軍ヘッドコーチに橋上秀樹、同内野守備走塁コーチに永池恭男、二軍打撃コーチに河野亮が就任することと[366]、二軍野手コーチの礒部公一を同外野守備走塁コーチとすることを発表[367]
- 10月29日 - ヤクルトは翌年のコーチングスタッフを発表し、二軍チーフ投手コーチに成本年秀、同打撃コーチに斉藤宜之、同内野守備走塁コーチに水谷新太郎が就任することを発表[368]
- 10月30日 - 日本シリーズ第5戦がヤフオクドームで行われ、ソフトバンクが阪神に1対0で勝利し、4勝1敗で優勝達成。MVPはソフトバンクの内川聖一[369]
- 10月30日 - 中日は川崎貴弘と吉川大幾に戦力外通告したことを発表[370]
- 10月31日 - ソフトバンクは江尻慎太郎、吉本祥二、岡島秀樹、白根尚貴と育成選手の鈴木駿也、三浦翔太、八木健史、中原大樹、新崎慎弥、安田圭佑に戦力外通告した事を発表[371]
- 10月31日 - ロッテはセス・グライシンガーとクレイグ・ブラゼルと翌年の契約を結ばないことを発表[372]
- 10月31日 - DeNAは翌年のコーチ陣を発表し、一軍打撃コーチに坪井智哉、二軍では監督に山下大輔、打撃コーチに高須洋介、投手コーチに島田直也、投手コーチ兼育成担当に有働克也、バッテリーコーチ補佐兼育成担当に藤田和男がそれぞれ就任[373]

### 11月
- 11月1日 - ソフトバンクは新監督に1995年から1999年に在籍(当時は福岡ダイエーホークス)経験のある、元OBの工藤公康の就任を発表[374]
- 11月1日 - 阪神は一軍ヘッドコーチの黒田正宏と同野手総合コーチの吉竹春樹からの辞意の申し出を了承、退団を発表した[375]
- 11月1日 - 楽天は一軍投手コーチに吉田修司、二軍投手コーチに杉山賢人の就任を発表[376]
- 11月4日 - 阪神の新井貴浩が球団に自由契約を申し入れ、了承された[377]
- 11月5日 - 阪神の建山義紀が現役引退を表明[378]
- 11月5日 - 正力松太郎賞の選考委員会が行われ、ソフトバンクの監督を退任した秋山幸二が3度目の受賞[379]
- 11月5日 - ソフトバンクは一軍投手コーチの郭泰源、同外野守備走塁コーチの笘篠誠治、二軍監督の石渡茂、同投手チーフコーチの山内孝徳の退団を発表[380]
- 11月5日 - ゴールデンスピリット賞が発表され、西武の栗山巧が球団史上初受賞[381]
- 11月6日 - 中日はこの年のドラフト育成1位で指名した佐藤雄偉知との交渉権を放棄することを発表[382]
- 11月6日 - ゴールデングラブ賞が発表され、最多受賞は選手では糸井嘉男が6度目、球団別ではオリックスの4人。初受賞は6人[383]
- 11月6日 - 阪神は二軍の打撃コーチに浜中治、同内野守備走塁コーチに藤本敦士、同投手コーチに香田勲男の就任と、コーチ陣の担当変更を発表し（（）名は同年までの担当）、一軍はヘッドコーチに平田勝男（二軍監督）、作戦兼内野守備走塁コーチに高代延博（同内野守備走塁コーチ）、守備走塁コーチに風岡尚幸（二軍内野守備走塁コーチ）、二軍は監督に古屋英夫（同チーフ兼打撃コーチ）、打撃チーフコーチに八木裕（二軍打撃コーチ）がそれぞれ就任[384]
- 11月7日 - 阪神の白仁田寛和とオリックスの桑原謙太朗の交換トレードが成立し、発表された[385]
- 11月7日 - 日本ハムはホアン・ミランダ、アンソニー・カーターの退団と、両選手をウエーバー公示にかけたことを発表[386]
- 11月8日 - 日本ハムは翌年のコーチ陣を発表し、二軍投手コーチに高橋憲幸、同打撃コーチに城石憲之が就任[387]
- 11月8日 - ソフトバンクは一軍投手コーチに佐藤義則、二軍投手コーチに田之上慶三郎、同内野守備走塁コーチに鈴木康友、三軍投手コーチに佐久本昌広の就任を発表[388]。コーチ陣の担当変更を発表し（（）名は同年までの担当）、一軍は打撃コーチに大道典良（二軍打撃コーチ）、バッテリーコーチに的山哲也（二軍バッテリーコーチ）、二軍は監督に水上善雄（二軍内野守備チーフコーチ）、投手チーフコーチに倉野信次（三軍投手コーチ）、打撃コーチに藤本博史（一軍打撃コーチ）、バッテリーコーチに田村藤夫（一軍バッテリーコーチ）、三軍は監督に小川史（一軍ヘッドコーチ）、内野守備走塁コーチに稲嶺誉（二軍内野守備走塁コーチ）がそれぞれ就任[389]。また、一軍投手コーチの加藤伸一と三軍コンディショニングコーチの橘内基純の退団を発表[390]
- 11月10日 - 楽天は一軍の外野守備走塁コーチに笘篠誠治と同バッテリーコーチに田口昌徳が就任することと[391]、高堀和也、宮川将、小斉祐輔、島井寛仁、柿澤貴裕と育成選手契約したことを発表[392]
- 11月11日 - 広島は前日本ハムの佐藤祥万との契約合意を発表[393]
- 11月11日 - ソフトバンクは三軍打撃コーチに佐々木誠の就任を発表[394]
- 11月11日 - 楽天は前西武の山﨑浩司と前DeNAの藤江均との契約合意を発表（[395]
- 11月11日 - 西武は林崎遼との育成選手契約を発表[396]
- 11月12日 - 阪神は前DeNAの佐村・トラヴィス・幹久と育成選手での契約を発表[397]
- 11月13日 - 西武は新外国人選手のミゲル・メヒア、エスメルリング・バスケスとの契約合意を発表[398]
- 11月14日 - 広島は前阪神の新井貴浩との契約合意を発表、新井は8年ぶりの広島復帰[399]
- 11月14日 - 楽天は前広島の梅津智弘と育成選手での契約合意を発表[400]
- 11月14日 - 巨人は前中日の吉川大幾との契約合意を発表[401]
- 11月14日 - オリックスは前中日の田中大輔の獲得を発表[402]
- 11月15日 - DeNAは前オリックスの東野峻との契約合意を発表[403]
- 11月15日 - 日米野球第3戦（東京ドーム）が行われ、日本がMLB選抜に4対0で勝利し、日本は則本昂大（楽天）、西勇輝（オリックス）牧田和久（西武）、西野勇士（ロッテ）の継投によるノーヒットノーランを達成[404]
- 11月18日 - 巨人は前中日の堂上剛裕と育成選手契約を結んだことを発表[405]
- 11月18日 - ソフトバンクは一軍投手コーチに吉井理人が就任することを発表[406]
- 11月18日 - 中日は前オリックスの八木智哉と前ソフトバンクの亀澤恭平の獲得を発表[407]
- 11月18日 - 日本ハムは新外国人選手の前ワシントン・ナショナルズ傘下のAAA級シラキュース・チーフスのブランドン・レアードとの契約合意を発表[408]
- 11月19日 - 日本ハムは新外国人選手の前CPBL義大ライノズのビクター・ガラテとの契約合意を発表[409]
- 11月19日 - 阪神は前中日の森越祐人の入団を発表、背番号は37[410]
- 11月20日 - MLBニューヨーク・ヤンキースはゼラス・ウィーラーの保有権を楽天に譲渡したことを発表[411]
- 11月20日 - 日本ハムは西川遥輝の背番号が26から8へ、乾真大の背番号が16から32へ変更したことを発表[412]
- 11月20日 - ヤクルトは日本ハムからFA宣言した大引啓次の獲得を発表[413]。
- 11月21日 - 中日はネルソン・パヤノ、ダニエル・カブレラをウエーバー公示にかけたことを発表[414]
- 11月22日 - 楽天は中島俊哉の現役引退を発表[415]
- 11月22日 - ソフトバンクは江尻慎太郎の現役引退を発表[416]。また、前DeNAの北方悠誠と育成選手契約を結んだことを発表[417]
- 11月23日 - ヤクルトはロッテからFA宣言した成瀬善久の獲得を発表[418]。
- 11月25日 - 巨人は新外国人選手の前MLBテキサス・レンジャースのアーロン・ポレダとマイルズ・マイコラスとの契約合意を発表[419]
- 11月26日 - ソフトバンクは福田秀平の背番号を31から37へ変更することを発表[420]
- 11月27日 - オリックスは日本ハムからFA宣言した小谷野栄一の獲得を発表[421]。
- 11月30日 - ソフトバンクは中村晃の背番号を60から7へ変更することを発表[422]

### 12月
- 12月2日 - ソフトバンクは柳田悠岐の背番号を44から9へ変更することを発表[423]
- 12月3日 - ロッテは前中日の矢地健人との契約合意を発表、背番号は58[424]
- 12月4日 - ソフトバンクは前MLBニューヨーク・メッツの松坂大輔の入団を発表。背番号は18で8年ぶりの日本球界復帰[425]
- 12月5日 - 楽天は新外国人選手の前ニューヨーク・ヤンキースのゼラス・ウィーラーとの契約合意を発表、背番号は40[426]
- 12月5日 - オリックスは前オークランド・アスレチックス傘下の中島裕之の獲得を発表[427]。
- 12月5日 - ヤクルトは新垣渚の背番号を44から66へ変更したことを発表[428]
- 12月6日 - 楽天は前広島のキャム・ミコライオとの契約合意を発表、背番号は43[429]
- 12月6日 - オリックスは前DeNAのトニ・ブランコ、前広島のブライアン・バリントンの獲得を発表[430]。
- 12月8日 - ソフトバンクは三軍投手コーチに前DeNAの用具係の入来祐作の就任を発表[431]
- 12月8日 - 巨人は前ヤクルトの相川亮二と前DeNAの金城龍彦の入団を発表。背番号は相川が23、金城は33[432]
- 12月10日 - DeNAは前ソフトバンクの岡島秀樹との契約の合意を発表[433]
- 12月11日 - 中日は以下の選手の背番号の変更を発表。山内壮馬が26から59、武山真吾が49から52、堂上直倫が1から63、高橋周平が9から3、赤坂和幸が73から69[434]
- 12月12日 - 日本ハムは新外国人選手の前ミルウォーキー・ブルワーズ傘下のAAA級ナッシュビル・サウンズのジェレミー・ハーミッダとの契約合意を発表、背番号は7[435]
- 12月12日 - 西武は新外国人選手の前MLBロサンゼルス・エンゼルスのウェイド・ルブランと、前ニューヨーク・メッツ傘下のAAA級ラスベガス・フィフティワンズのアンソニー・セラテリとの契約合意を発表[436]
- 12月12日 - DeNAは前巨人のホセ・ロペスとの契約の合意を発表[437]
- 12月15日 - 中日は新外国人選手のラウル・バルデス（44）、アマウリ・リーバス（42）、リカルド・ナニータ（60）の獲得を発表（（）内は背番号）[438]
- 12月16日 - 日本ハムは前テキサス・レンジャーズ傘下の田中賢介の獲得を発表。田中は3年ぶりの日本ハム復帰[439]
- 12月22日 - ヤクルトは前巨人の井野卓獲得を発表、背番号は63[440]
- 12月25日 - ロッテは新外国人選手の李大恩と前DeNAの陳冠宇との契約合意を発表[441][442]
- 12月26日 - ソフトバンクは新外国人選手の前KBO三星ライオンズのリック・バンデンハークの獲得を発表、背番号は44[443]
- 12月26日 - 楽天はアレハンドロ・セゴビアとの育成選手での契約合意を発表[444]
- 12月27日 - 広島は前MLBニューヨーク・ヤンキースで2007年まで広島に在籍していた黒田博樹との契約合意を発表、背番号は2007年までつけていた15[445]
- 12月29日 - ヤクルトは新外国人選手の前MLBシンシナティ・レッズのローガン・オンドルセクとの契約合意を発表[446]

## 競技結果
| 順位 | 球団                   | 勝 | 敗 | 分 | 勝率 | 差   |
| 1位  | 読売ジャイアンツ       | 82 | 61 | 1  | .573 | 優勝 |
| 2位  | 阪神タイガース         | 75 | 68 | 1  | .524 | 7.0  |
| 3位  | 広島東洋カープ         | 74 | 68 | 2  | .521 | 7.5  |
| 4位  | 中日ドラゴンズ         | 67 | 73 | 4  | .479 | 13.5 |
| 5位  | 横浜DeNAベイスターズ   | 67 | 75 | 2  | .472 | 14.5 |
| 6位  | 東京ヤクルトスワローズ | 60 | 81 | 3  | .426 | 21.0 |

| 順位 | 球団                         | 勝 | 敗 | 分 | 勝率 | 差   |
| 1位  | 福岡ソフトバンクホークス     | 78 | 60 | 6  | .565 | 優勝 |
| 2位  | オリックス・バファローズ     | 80 | 62 | 2  | .563 | 0.0  |
| 3位  | 北海道日本ハムファイターズ   | 73 | 68 | 3  | .518 | 6.5  |
| 4位  | 千葉ロッテマリーンズ         | 66 | 76 | 2  | .465 | 14.0 |
| 5位  | 埼玉西武ライオンズ           | 63 | 77 | 4  | .450 | 16.0 |
| 6位  | 東北楽天ゴールデンイーグルス | 64 | 80 | 0  | .444 | 17.0 |

### セ・パ交流戦
- 優勝：読売ジャイアンツ
  - 2年ぶり2度目

| 順位 | 球団                         | 勝 | 敗 | 分 | 勝率 | 差   |
| 1位  | 読売ジャイアンツ             | 16 | 8  | 0  | .667 | 優勝 |
| 2位  | 福岡ソフトバンクホークス     | 14 | 8  | 2  | .636 | 1.0  |
| 3位  | オリックス・バファローズ     | 14 | 10 | 0  | .583 | 2.0  |
| 4位  | 中日ドラゴンズ               | 13 | 10 | 1  | .565 | 2.5  |
| 5位  | 横浜DeNAベイスターズ         | 13 | 11 | 0  | .542 | 3.0  |
| 6位  | 千葉ロッテマリーンズ         | 12 | 12 | 0  | .500 | 4.0  |
| 7位  | 北海道日本ハムファイターズ   | 11 | 12 | 1  | .478 | 4.5  |
| 8位  | 埼玉西武ライオンズ           | 11 | 13 | 0  | .458 | 5.0  |
| 9位  | 東京ヤクルトスワローズ       | 10 | 12 | 2  | .455 | 5.0  |
| 10位 | 東北楽天ゴールデンイーグルス | 9  | 15 | 0  | .375 | 7.0  |
| 11位 | 阪神タイガース               | 9  | 15 | 0  | .375 | 7.0  |
| 12位 | 広島東洋カープ               | 9  | 15 | 0  | .375 | 7.0  |

### クライマックスシリーズ

#### ファーストステージ
| 日付                 | 試合  | ビジター球団（先攻） | スコア | ホーム球団（後攻） | 開催球場       |
| 10月11日（土）       | 第1戦 | 広島東洋カープ       | 0 - 1  | 阪神タイガース     | 阪神甲子園球場 |
| 10月12日（日）       | 第2戦 | 広島東洋カープ       | 0 - 0  | 阪神タイガース     | 阪神甲子園球場 |
| 勝者：阪神タイガース |       |                      |        |                    |                |

| 日付                             | 試合  | ビジター球団（先攻）       | スコア                   | ホーム球団（後攻）       | 開催球場         |
| 10月11日（土）                   | 第1戦 | 北海道日本ハムファイターズ | 6 - 3                    | オリックス・バファローズ | 京セラドーム大阪 |
| 10月12日（日）                   | 第2戦 | 北海道日本ハムファイターズ | 4 - 6                    | オリックス・バファローズ | 京セラドーム大阪 |
| 10月13日（月）                   | 第3戦 | 台風19号の影響により順延   | 台風19号の影響により順延 | 台風19号の影響により順延 | 京セラドーム大阪 |
| 10月14日（火）                   | 第3戦 | 北海道日本ハムファイターズ | 2 - 1                    | オリックス・バファローズ | 京セラドーム大阪 |
| 勝者：北海道日本ハムファイターズ |       |                            |                          |                          |                  |

#### ファイナルステージ
| 日付                 | 試合           | ビジター球団（先攻） | スコア | ホーム球団（後攻） | 開催球場   |
| アドバンテージ       | アドバンテージ | 阪神タイガース       |        | 読売ジャイアンツ   |            |
| 10月15日（水）       | 第1戦          | 阪神タイガース       | 4 - 1  | 読売ジャイアンツ   | 東京ドーム |
| 10月16日（木）       | 第2戦          | 阪神タイガース       | 5 - 2  | 読売ジャイアンツ   | 東京ドーム |
| 10月17日（金）       | 第3戦          | 阪神タイガース       | 4 - 2  | 読売ジャイアンツ   | 東京ドーム |
| 10月18日（土）       | 第4戦          | 阪神タイガース       | 8 - 4  | 読売ジャイアンツ   | 東京ドーム |
| 勝者：阪神タイガース |                |                      |        |                    |            |

| 日付                           | 試合           | ビジター球団（先攻）       | スコア | ホーム球団（後攻）       | 開催球場            |
| アドバンテージ                 | アドバンテージ | 北海道日本ハムファイターズ |        | 福岡ソフトバンクホークス |                     |
| 10月15日（水）                 | 第1戦          | 北海道日本ハムファイターズ | 2 - 3  | 福岡ソフトバンクホークス | 福岡ヤフオク!ドーム |
| 10月16日（木）                 | 第2戦          | 北海道日本ハムファイターズ | 5 - 1  | 福岡ソフトバンクホークス | 福岡ヤフオク!ドーム |
| 10月17日（金）                 | 第3戦          | 北海道日本ハムファイターズ | 12 - 4 | 福岡ソフトバンクホークス | 福岡ヤフオク!ドーム |
| 10月18日（土）                 | 第4戦          | 北海道日本ハムファイターズ | 2 - 5  | 福岡ソフトバンクホークス | 福岡ヤフオク!ドーム |
| 10月19日（日）                 | 第5戦          | 北海道日本ハムファイターズ | 6 - 4  | 福岡ソフトバンクホークス | 福岡ヤフオク!ドーム |
| 10月20日（月）                 | 第6戦          | 北海道日本ハムファイターズ | 1 - 4  | 福岡ソフトバンクホークス | 福岡ヤフオク!ドーム |
| 勝者：福岡ソフトバンクホークス |                |                            |        |                          |                     |

### 日本シリーズ
| 日付                                           | 試合   | ビジター球団（先攻）     | スコア | ホーム球団（後攻）       | 開催球場             |
| ---------------------------------------------- | ------ | ------------------------ | ------ | ------------------------ | -------------------- |
| 10月25日（土）                                 | 第1戦  | 福岡ソフトバンクホークス | 2 - 6  | 阪神タイガース           | 阪神甲子園球場       |
| 10月26日（日）                                 | 第2戦  | 福岡ソフトバンクホークス | 2 - 1  | 阪神タイガース           | 阪神甲子園球場       |
| 10月27日（月）                                 | 移動日 | 移動日                   | 移動日 | 移動日                   | 移動日               |
| 10月28日（火）                                 | 第3戦  | 阪神タイガース           | 1 - 5  | 福岡ソフトバンクホークス | 福岡 ヤフオク!ドーム |
| 10月29日（水）                                 | 第4戦  | 阪神タイガース           | 2 - 5  | 福岡ソフトバンクホークス | 福岡 ヤフオク!ドーム |
| 10月30日（木）                                 | 第5戦  | 阪神タイガース           | 0 - 1  | 福岡ソフトバンクホークス | 福岡 ヤフオク!ドーム |
| 優勝：福岡ソフトバンクホークス（3年ぶり6回目） |        |                          |        |                          |                      |

### 個人タイトル
|                  | セントラル・リーグ | セントラル・リーグ | セントラル・リーグ | パシフィック・リーグ | パシフィック・リーグ | パシフィック・リーグ |
| タイトル         | 選手               | 球団               | 成績               | 選手                 | 球団                 | 成績                 |
| ---------------- | ------------------ | ------------------ | ------------------ | -------------------- | -------------------- | -------------------- |
| 最優秀選手       | 菅野智之           | 巨人               |                    | 金子千尋             | オリックス           |                      |
| 最優秀新人       | 大瀬良大地         | 広島               |                    | 石川歩               | ロッテ               |                      |
| 首位打者         | M.マートン         | 阪神               | .338               | 糸井嘉男             | オリックス           | .331                 |
| 本塁打王         | B.エルドレッド     | 広島               | 37本               | 中村剛也             | 西武                 | 34本                 |
| 本塁打王         | B.エルドレッド     | 広島               | 37本               | E.メヒア             | 西武                 | 34本                 |
| 打点王           | M.ゴメス           | 阪神               | 109打点            | 中田翔               | 日本ハム             | 100打点              |
| 最多安打         | 山田哲人           | ヤクルト           | 193本              | 中村晃               | ソフトバンク         | 176本                |
| 盗塁王           | 梶谷隆幸           | DeNA               | 39個               | 西川遥輝             | 日本ハム             | 43個                 |
| 最高出塁率       | W.バレンティン     | ヤクルト           | .419               | 糸井嘉男             | オリックス           | .424                 |
| 最優秀防御率     | 菅野智之           | 巨人               | 2.33               | 金子千尋             | オリックス           | 1.98                 |
| 最多勝利         | R.メッセンジャー   | 阪神               | 13勝               | 金子千尋             | オリックス           | 16勝                 |
| 最多勝利         | 山井大介           | 中日               | 13勝               | 金子千尋             | オリックス           | 16勝                 |
| 最多奪三振       | R.メッセンジャー   | 阪神               | 226個              | 則本昂大             | 楽天                 | 204個                |
| 最高勝率         | 山井大介           | 中日               | .722               | 岸孝之               | 西武                 | .765                 |
| 最多セーブ投手   | 呉昇桓             | 阪神               | 39S                | 平野佳寿             | オリックス           | 40S                  |
| 最優秀中継ぎ投手 | 福原忍             | 阪神               | 42HP               | 佐藤達也             | オリックス           | 48HP                 |

### 月間MVP
|        | セントラル・リーグ | セントラル・リーグ | セントラル・リーグ | セントラル・リーグ | パシフィック・リーグ | パシフィック・リーグ | パシフィック・リーグ | パシフィック・リーグ |
|        | 投手               | 球団               | 野手               | 球団               | 投手                 | 球団                 | 野手                 | 球団                 |
| ------ | ------------------ | ------------------ | ------------------ | ------------------ | -------------------- | -------------------- | -------------------- | -------------------- |
| 3・4月 | 菅野智之           | 巨人               | B.エルドレッド     | 広島               | 西勇輝               | オリックス           | W.ペーニャ           | オリックス           |
| 5月    | 井納翔一           | DeNA               | 雄平               | ヤクルト           | 岸孝之               | 西武                 | 柳田悠岐             | ソフトバンク         |
| 6月    | 山口俊             | DeNA               | 菊池涼介           | 広島               | 則本昂大             | 楽天                 | 李大浩               | ソフトバンク         |
| 7月    | 岩田稔             | 阪神               | 和田一浩           | 中日               | 五十嵐亮太           | ソフトバンク         | 内川聖一             | ソフトバンク         |
| 8月    | 三浦大輔           | DeNA               | 山田哲人           | ヤクルト           | 金子千尋             | オリックス           | 松井稼頭央           | 楽天                 |
| 9月    | 山口俊             | DeNA               | R.ロサリオ         | 広島               | 金子千尋             | オリックス           | 銀次                 | 楽天                 |

### ベストナイン
|          | セントラル・リーグ | セントラル・リーグ | パシフィック・リーグ | パシフィック・リーグ |
| 守備位置 | 選手               | 球団               | 選手                 | 球団                 |
| -------- | ------------------ | ------------------ | -------------------- | -------------------- |
| 投手     | 菅野智之           | 巨人               | 金子千尋             | オリックス           |
| 捕手     | 阿部慎之助         | 巨人               | 伊藤光               | オリックス           |
| 一塁手   | M.ゴメス           | 阪神               | E.メヒア             | 西武                 |
| 二塁手   | 山田哲人           | ヤクルト           | 藤田一也             | 楽天                 |
| 三塁手   | H.ルナ             | 中日               | 銀次                 | 楽天                 |
| 遊撃手   | 鳥谷敬             | 阪神               | 今宮健太             | ソフトバンク         |
| 外野手   | M.マートン         | 阪神               | 糸井嘉男             | オリックス           |
| 外野手   | 丸佳浩             | 広島               | 柳田悠岐             | ソフトバンク         |
| 外野手   | 雄平               | ヤクルト           | 中田翔               | 日本ハム             |
| 指名打者 |                    |                    | 中村剛也             | 西武                 |

### ゴールデングラブ賞
|        | セントラル・リーグ | セントラル・リーグ | パシフィック・リーグ | パシフィック・リーグ |
| ------ | ------------------ | ------------------ | -------------------- | -------------------- |
| 投手   | 前田健太           | 広島               | 金子千尋             | オリックス           |
| 捕手   | 阿部慎之助         | 巨人               | 伊藤光               | オリックス           |
| 一塁手 | 森野将彦           | 中日               | T-岡田               | オリックス           |
| 二塁手 | 菊池涼介           | 広島               | 藤田一也             | 楽天                 |
| 三塁手 | 村田修一           | 巨人               | 松田宣浩             | ソフトバンク         |
| 遊撃手 | 鳥谷敬             | 阪神               | 今宮健太             | ソフトバンク         |
| 外野手 | 丸佳浩             | 広島               | 陽岱鋼               | 日本ハム             |
| 外野手 | 大島洋平           | 中日               | 糸井嘉男             | オリックス           |
| 外野手 | 大和               | 阪神               | 柳田悠岐             | ソフトバンク         |

### オールスター戦
- 第1戦（西武ドーム、7月18日）

全パ 0対7 全セ
MVP：ブラッド・エルドレッド（広島東洋カープ/全セ）
- 第2戦（阪神甲子園球場、7月19日）

全セ 6対12 全パ
MVP：柳田悠岐（福岡ソフトバンクホークス/全パ）

### ファーム
- フレッシュオールスターゲーム（長崎ビッグNスタジアム、7月17日）

全イ 7対6 全ウ
MVP：井上晴哉(千葉ロッテマリーンズ/全イ)
- ファーム日本選手権（KIRISHIMAサンマリンスタジアム宮崎、10月4日）

千葉ロッテマリーンズ 6対4 福岡ソフトバンクホークス
MVP：大嶺翔太
ロッテは2年ぶり4度目の優勝達成